# 西島 (みやき町)
西島（にしじま）は佐賀県三養基郡みやき町の地名。郵便番号は840-1101。

## 地理
みやき町の中南部に位置し、町の東側を流れる筑後川とその支流である切通川に挟まれた低平地。沖積平野である筑紫平野の一角で中央部には北東から南西に向かって寒水川が流れ、福岡県との境となる開平江川に合流する。筑後川の河川堤防以外はほぼ平坦な土地に河川や多くの水路が走る水郷地帯なため農地や道路冠水など水害常襲地帯であり、町では全域を0.5～5ｍの洪水浸水想定区域としている。また、寒水川については放水路と水門を整備し、2010年（平成22年）から運用を開始している。北東から反時計回りにみやき町（旧北茂安町）江口、中津隈、三養基郡上峰町江迎、みやき町（旧三根町）市武、福岡県久留米市城島町芦塚、みやき町（旧三根町）天建寺と接する。また筑後川の対岸は久留米市安武町である。ただし筑後川など福岡県との堺には架橋はされていないため移動には周辺の天建寺橋、筑後大堰、豆津橋、新両国橋などを利用する必要がある。小字に田島、田中、東分、西分、本分の五つがある。それぞれ古くからの集落で江戸時代以前から見える地名である。東西に国道264号線が貫通し、筑後川堤防に沿って佐賀県道・福岡県道19号諸富西島線が、西分の西島交差点から佐賀県道・福岡県道138号西島筑邦線がそれぞれ国道から分岐して南に走る。国道、県道沿いを中心に住宅地や商工業が散在するが大規模に集積していると言える地区は存在しない純農村地域であるが、町ではPFI方式を用いた人口増加策を進めており、西島でも定住促進住宅「ティアラみねトマト館」（鉄筋コンクリート造り5階建て、24戸）が2015年に完成するなど宅地化の動きを見せている。

### 河川
- 筑後川
- 切通川
- 寒水川
- 開平江川

河川のほか、クリーク（水路）が多いエリアであるため橋梁も多い。

## 行政区
西島は2010年（平成22年）2月1日現在、476世帯1,615人である。また面積は4.131km2、人口密度は391人/km2である。西島はその町内を本分区、西分区、東分区、田中区、田島区の5つの行政区に分けられており、行政区ごとの人口、世帯数、面積、人口密度は次の通りである。
| 行政区 | 人口（人） | 世帯数（世帯） | 面積（km2） | 人口密度（人/km2） |
| ------ | ---------- | -------------- | ----------- | ------------------ |
| 本分区 | 431        | 133            | 0.907       | 451.2              |
| 西分区 | 475        | 145            | 0.642       | 739.9              |
| 東分区 | 404        | 111            | 0.695       | 581.3              |
| 田中区 | 130        | 36             | 0.417       | 311.8              |
| 田島区 | 175        | 51             | 0.505       | 346.5              |

## 歴史
弥生時代中後期の本分貝塚など多くの貝塚が点在しており古くから人の営みがあったことがうかがえる。地名としては島の字は嶋も充て、南北朝時代に三根郡の郷名として「西嶋郷」が見える。元弘三年（1333年）に初見。貞和六年（1350年）の文書には郷内の地名として粟空閑、溝越、土井坪、蠣塚、新開、澪田、嶋町などがあり、当地が陸化と共に開墾が進んだ土地であることを想起させている。
室町時代には少弐氏11代当主少弐満貞の弟、横岳頼房が大宰府から移り西島城を築いて勢力を広めた。少弐最後の当主である少弐冬尚が龍造寺隆信に敗れると横岳氏はその弟少弐政興を擁し、大友氏の援助を受け龍造寺氏に対抗したが最後は敗れて降伏。城も廃された。
江戸時代には三根郡西嶋郷に西島村の名がみえる。西島東分村、西島西分村に分けて記載されている物もあり、西島東分村は本分村ともいうとの記載も見える。村高は1400～2400石。「明治11年戸口帳」によれば、西島村（115戸、613人）、西島本分（61戸、332人）、田中村（33戸、202人）、田島村（34戸、196人）の合計243戸、1343人。佐賀県（伊万里県）、三潴県、長崎県を経て1883年（明治16年）から佐賀県所属。1889年（明治22年）に南茂安村の大字となった。
- 1889年（明治22年）4月1日-町村制施行により三根郡西島村は周辺の坂口村、天建寺村と合併し三根郡南茂安村が発足する。
- 1896年（明治29年）3月26日 - 三根郡・養父郡・基肄郡が合併し三養基郡が発足。三養基郡南茂安村となる。
- 1955年（昭和30年）4月1日 - 南茂安村は西隣の三養基郡三川村と合併し、三根村が発足。
- 1962年（昭和37年）5月1日 - 三根村が町制施行し三根町となる。
- 2005年（平成17年）3月1日 - 三根町は北隣の三養基郡北茂安町さらにその北の三養基郡中原町と合併し、みやき町が発足。

### 寺社

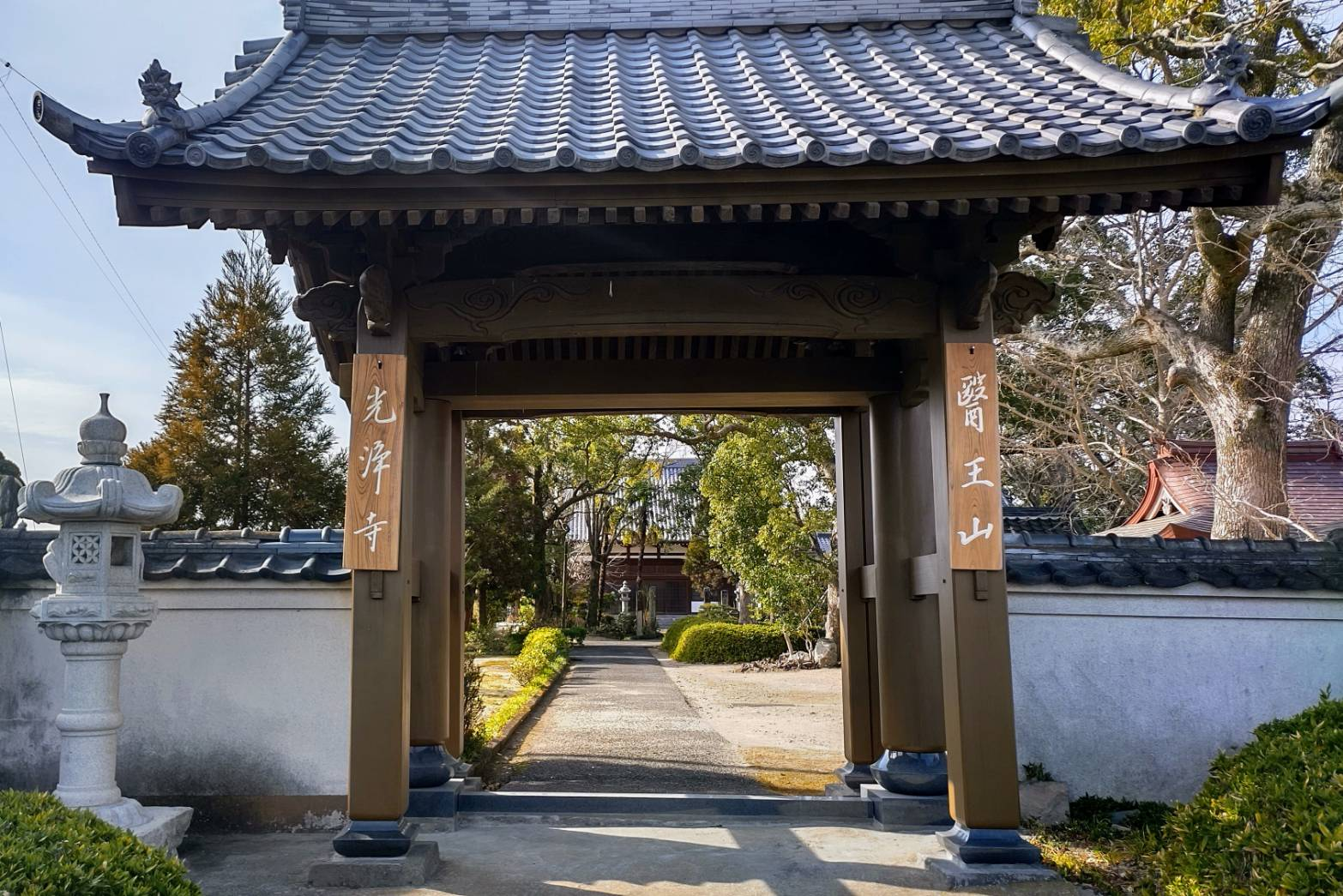
光浄寺山門

- 西乃宮八幡神社 - 一条天皇の勅願により長徳二年（996年）に建立と伝わる。寿永年間(1182〜1184頃）地頭職鎌倉権五郎景政により社殿が改造され、横岳頼房が肥前国三根郡西島に西島城を築いてから、この神社を鎮守とし守護神とした[10]。町の重要文化財に指定される高さ約3mの石造肥前鳥居がある。7月に祇園祭、10月に浮立が行われる[11]。境内社に小字社、稲荷社がある。三根郡の宗社として崇敬された。明治4年郷社となる[12]。
- 光浄寺 - 嘉暦二年（1327年）創建と伝わる臨済宗南禅寺派の寺院。開基は在地領主板部成尚。西島に広い寺領を持っていた名刹で足利尊氏が祈願したという寺伝が残る[9]。横岳氏の菩提寺。鎌倉時代末期から江戸時代にかけての多数の文書「光浄寺文書」を所蔵しており、県指定重要文化財に指定されている[13]。
- 光楽寺 - 浄土真宗本願寺派の寺院[14]。

## 施設
地区ごとに公民館や公園が整備されている。商業施設としては国道沿いに広い駐車場を備えたコンビニエンスストアが複数見える。ほか、ベトナムに進出した「一吉うどん」、県内の洋菓子コンテストで優勝した「クルール・ド・銀月」などがある。また、筑後川の河川敷には第三セクター運営のゴルフ場があるが、2020年にはみやき町の女性活躍推進大使を務める岩本初恵が代表を務める愛しとーとがネーミングライツを取得し、「みやきリンクス愛しとーとゴルフクラブ」に名称を変更している。ほか、農業地帯であることから共同乾燥施設や選果場などJAの関連施設が見られる。
地区内に小中学校は存在しないため、町立小・中学校に通う場合、学区は以下の通りとなる。
| 番地 | 小学校                 | 中学校               |
| ---- | ---------------------- | -------------------- |
| 全域 | みやき町立三根東小学校 | みやき町立三根中学校 |

## 交通

### 公共交通
- 西鉄バス佐賀45系統（江見線）
  - （久留米方面）-東分-西島-本分-（佐賀方面）
  - かつては特急系統も運行されており、町内において西島に停車していた。2011年3月廃止。
- みやき町コミュニティバスみやき中央線
  - （江口方面）-東分-西島-本分-秀島歯科前-（江見方面）
- みやき町コミュニティバス三根東線
  - （土井内方面）-平川医院-西島-本分-秀島歯科前-（江見方面）

### 道路
- 国道264号（通称・江見線）
- 佐賀県道・福岡県道19号諸富西島線
- 佐賀県道・福岡県道138号西島筑邦線

## 史跡

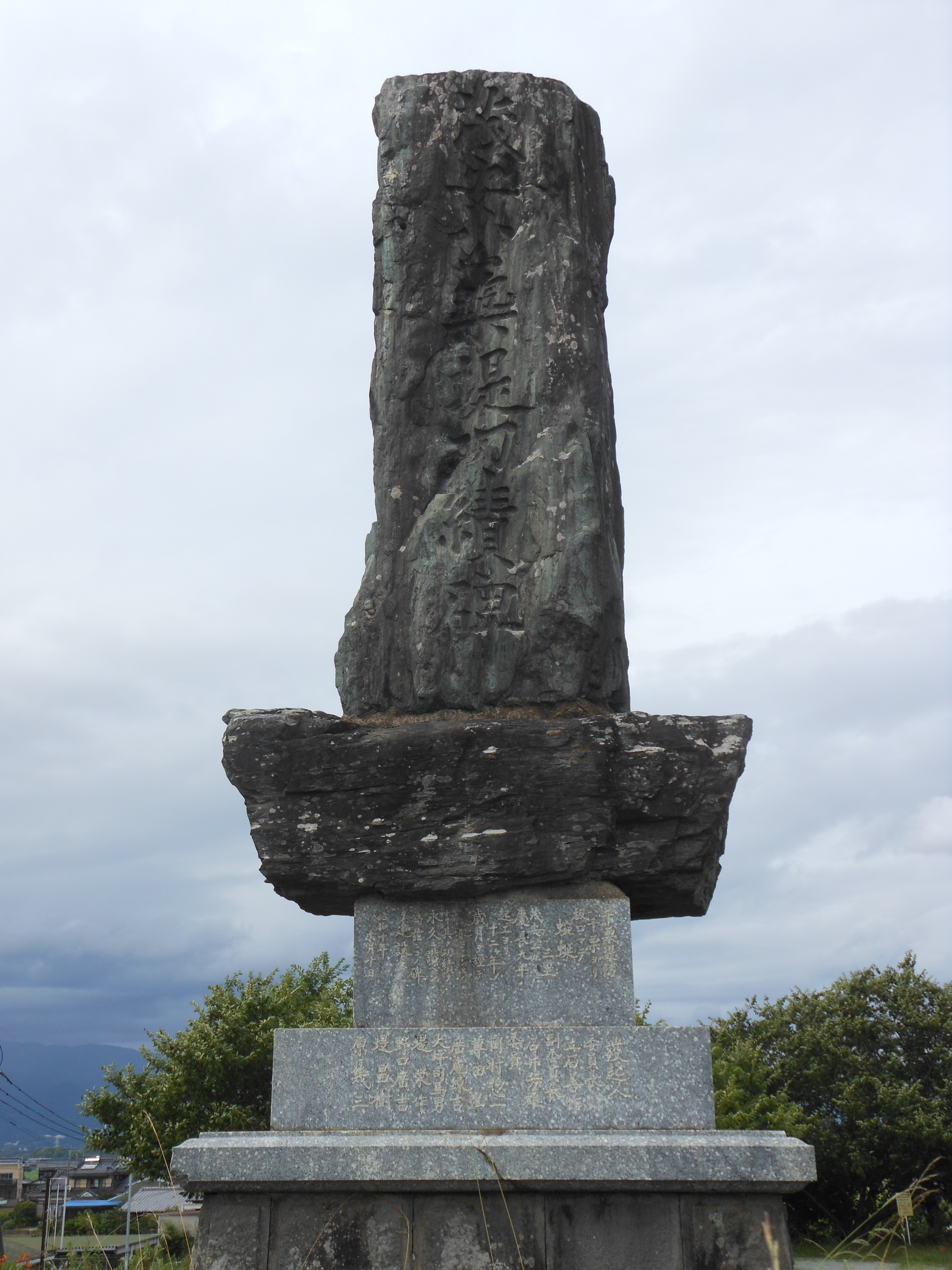
茂安公築堤功績碑

- 茂安公築堤功績碑 - 筑後川西岸に全長12kmにもおよぶ堤防を築き地域住民の生命と財産を守った成富兵庫茂安の功績を顕彰するため、1935年（昭和10年）に北茂安・南茂安の両村長、学校長らの発起により建てられた[19]。
- 西島城址 - 西乃宮八幡神社の南東にある。ほぼ農地や宅地化しているが本丸西堀の跡が一部残っており、南側に案内板が設置されている。